# Långtora gård

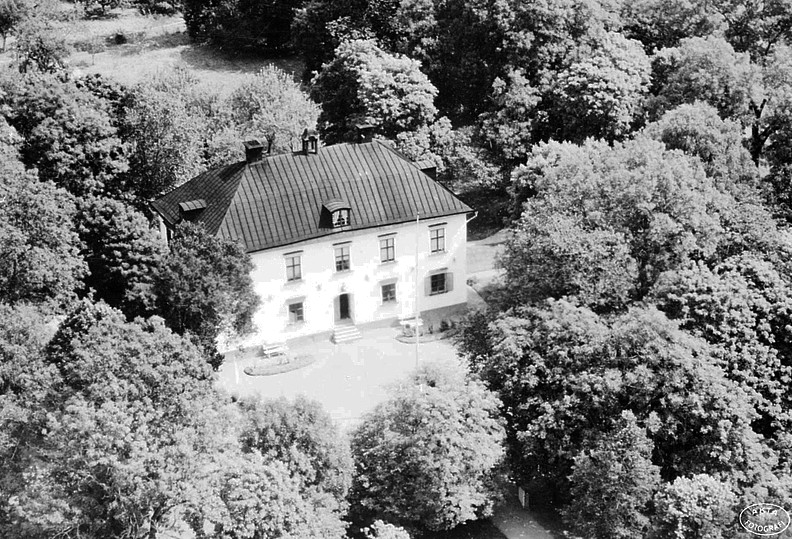
Långtora gård från luften 1947.

Långtora herrgård är ett tidigare säteri i Långtora socken, Enköpings kommun, Uppsala län.

## Namnet

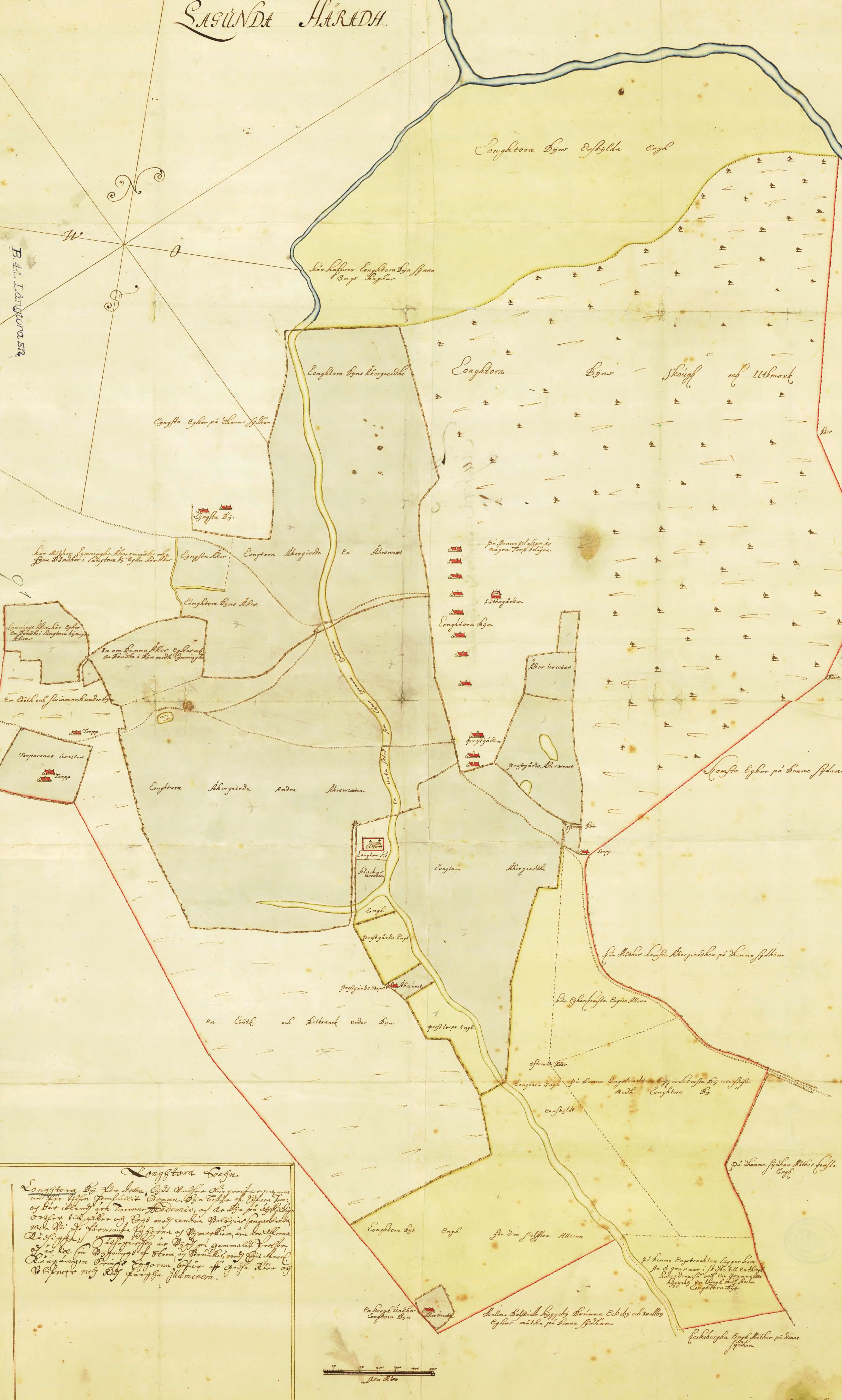
Långtora gårds ägor, 1686.

Långtora omnämns redan år 1291 som languþoru och 1347 då det skrivs en Nicholaum in langatoro. 1378 talas det om en Nils i Langathora. Förleden lång och efterleden thora, betyder "brant backe eller höjd" troligen syftande på den avsats i terrängen som gården ännu idag ligger på.

## Historik
Långtora sätesgård bestod ursprungligen av en by med ett tiotal gårdar. Under 1600-talet ägdes Långtora av Johannes Matthiæ Gothus, som var under en tid biskop i Strängnäs stift. Den stora egendomen om hela 17 mantal fick han av drottning Christina som även belönade honom med gårdar i Södermanland och Västmanland. Matthiæ hade 13 barn som adlades Oljeqvist. Bland senare ägare kan nämnas Fredrik Lampa (född 1723, död 1804), adlad Lagersvärd. Han var kapten vid Upplands infanteriregemente och blev riddare av Svärdsorden 1760. Boræus var ägare 1825, Kant 1849 och 1861 ägdes Långtora av löjtnant C. Killander.
På 1870-talet omfattade egendomen stora markareal i både Långtora socken och Österunda socken. Huvudbyggnaden i sten och två våningar innehöll 12 rum. Till huvudbebyggelsen hörde två flyglar i trä och åtta uthus samt en stor trädgård. Lantbrukaren och kommunalpolitikeren Uno Valfrid Nyberg ägde Långtora gård åren 1908–1919. Han var en av ledarna för Bondetåget 1914. 
Idag finns bara huvudbyggnaden kvar. På Långtora bedrivs bland annat jord- och skogsbruk samt hästverksamhet och uthyrning av egna eller arrenderade bostäder.